# رمزان ماغوميدوف
رمزان ماغوميدوف (بالروسية: Магомедов, Рамазан)‏ (مواليد 1985) هو ملاكم بيلاروسي، مثّل بلاده في الألعاب الأولمبية الصيفية 2008.

## روابط خارجية
رمزان ماغوميدوف على موقع أوليمبيديا (الإنجليزية)